# Pilea racemiformis
Pilea racemiformis es una especie de planta del género Pilea, perteneciente a la familia Urticaceae.

## Taxonomía
Pilea racemiformis fue descrita por Chia Jui Chen en 1982.

## Distribución
Se encuentra en el territorio sudeste de China y Vietnam.